# راسلمينيا 10
راسلمينيا 10 هو المهرجان العاشر من مهرجانات راسلمينيا الذي يقدمة اتحادالمصارعة الحرة جرى عرضه في 20 مارس 1994 في ساحة ماديسون سكوير جاردن في مدينة نيويورك الأمريكية .

## روابط خارجية
- راسلمينيا 10 على موقع IMDb (الإنجليزية)
- راسلمينيا 10 على موقع قاعدة بيانات الفيلم (الإنجليزية)
- راسلمينيا 10 على موقع كينوبويسك (الروسية)

- Official website of WrestleMania X
- WrestleMania X Facts/Stats